# Хэнди, Николас Чарльз
Николас Чарльз Хэнди (англ. Nicholas Charles Handy; 17 июня 1941, Суиндоне – 2 октября 2012, Уилтшир) - британский химик-теоретик, работал в области квантовой механики, занимался различными методами квантовой химии.

## Биография
Николас Чарльз Хэнди родился в Суидоне 17 июня 1941 года и провел свое детство в Лиддингтоне, Уилтшир. Его отец и дедушка были торговцами кукурузой, а его бабушка и дедушка по материнской линии были фермерами. Хэнди окончил школу Клейсмор в Дорсете. В 1960 году он учился в качестве студента в колледже Святой Катарины, в Кембридже. Он прослушал курс Пола Дирака - одного из основоположников квантовой механики.
В Кембридже он изучил математику и прослушал курс лекций «Квантовая теория молекул» Фрэнка Бойса, преподававшего в то время теоретическую химию в университете. Хэнди сдал экзамен на «отлично» и в 1964 году начал исследования в аспирантуре под руководством Бойса, где теоретическая химия базировалась на кафедре органической и неорганической химии.
Первые расчеты Хэнди по электронной структуре малых атомов и молекул были выполнены на компьютере EDSAC II собранного в Математической лаборатории Кембриджа в 1948 году.
Несмотря на то, что Хэнди уделял много времени на исследования, он посвятил себя преподаванию как в Кембриджском колледже Святой Катарины, так и на своем факультете. Он также был управляющим своего колледжа, который занимался надзором за обслуживанием студентов и стипендиатов, и в конечном итоге стал его президентом. Более 30 лет Хэнди был очень ценным научным руководителем по математике для студентов Св. Катарины.
Помимо периода в докторантуре в США и академических каникул, Хэнди провел всю свою академическую карьеру в Кембриджском университете и в колледже Св. Катарины. В 1979 году Хэнди был назначен лектором по теоретической химии в Кембридже. В 1989 году он получил звание «Читатель», а в 1991 году стал профессором квантовой химии (в то время в Кембридже такое продвижение было редкостью). Он был вдохновляющим научным руководителем студентов.
В годы работы над докторской диссертацией он встретил Кэрол Гейтс на балу в Кембридже, и они поженились. Вместе с Кэрол они регулярно появлялись вместе на международные конференциях. Благодаря этому она познакомилась со многими членами сообщества квантовой химии. У них было два сына, Джулиан и Пол, и шесть внуков. После его отставки в 2004 году они переехали в Торнтуэйт. Вместе со своей семьей он помог построить там гидроэлектрическую турбину, и любил рассказывать, как это позволило его дому стать одним из немногих в регионе независимым от городской электросети.
Николас Хэнди отличался честностью и прямотой. Ему успешно удавалось сбалансировать свою семейную жизнь со своей исследовательской, преподавательской и учебной работой, в то же время внося большой вклад в предмет исследования на национальном и международном уровнях.

## Научная деятельность

### Электронная корреляция
Он работал над приближенным решением уравнения Шредингера для электронов. В начале 1970-х годов Хэнди самостоятельно продолжил свои исследования по улучшению транскоррелированного метода.  Хэнди и Бойс разработали подход «F12», который является центральным свойством современной квантовой химии. А также разработали числовые методы для квадратуры.
В Беркли в 1978–1979 начал работать с Шефером над процессами - взаимодействие конфигурации CI и аналитическим расчетом сил и производных с более высокой энергией. В результате чего выпустил первую статью по этому вопросу , где представлен чрезвычайно простой и общий алгоритм для расчетов как полной CI (FCI), так и многоконфигурационной эталонной CI (MRCI).
Вернувшись в Кембридж, совместно с Полом Саксом  опубликовали первую достоверную информацию о работе теории возмущений многих тел (MBPT), а также были представлены методы кластерных и многореферентных CI, ставшие признанными стандартами современной квантовой химии.
Под руководством Роджера Амоса Хэнди продвинулся вперед в теоретической спектроскопии многоатомных молекул и собрал полный пакет общих программ CADPAC (Cambridge Analytic Derivatives Package – пакет аналитических производных Кембриджа) . В результате чего описал «трюк Ника» .
Вместе с Поплом и другими он перевел орбитальный формализм Брюкнера из ядерной физики в альтернативу метода объединенных кластеров (CCSD), которую они назвали теорией «двойников Брюкнера», а также дополнительно сформулировал поправки на возмущения .

### Колебательные состояния
В 1972 году после смерти Бойса Хэнди сформировал небольшую исследовательскую группу. Это позволило ему выдвинуть проект по расчету колебательных состояний молекул. Эти расчеты были простыми с использованием теории возмущений, но Хэнди стал первым в разработке более точных вариационных методов.
В 1975 году Хэнди и Розмари Уайтхед  показали, что вариационные расчеты могут давать колебательные частоты с ошибками.
В 1978–1979 годах в своем творческом отпуске в Беркли, Хэнди с Миллером и Джоном Адамсом получили гамильтониан пути реакции для многоатомных систем .
Многолетнее сотрудничество, начатое со Стюартом Картером, а затем продолжившееся с Картером и Джоэлом Боуманом, породило общую компьютерную программу MULTIMODE. Последней статьей, опубликованной Хэнди в год его смерти, был расчет MULTIMODE с Картером и Боуменом молекулы C2H4 и C2D4 .

### Теория функционала плотности
В 1993 году Хэнди в соавторстве с Крисом Мюрреем и Грегом Ламингом описал технический метод теории функционала плотности DFT .
В 1995 году Хэндив сотрудничестве с Поплем и Питером Джиллом опубликовал ключевую статью о контаминации спина в DFT . В 1998 проводил исследование электронных возбуждений с использованием нестационарного DFT (TDDFT). Это привело к тому, что Хэнди и Дэвид Тозер предложили простую коррекцию потенциала обменной корреляции на потенциале обобщенного градиентного приближения (GGA) . В декабре 1998 года Хэнди, Амос и Тозер успешно применили асимптотическую коррекцию к ненасыщенным органическим молекулам за малую долю вычислительных затрат полной активной теории возмущения пространства (CASPT2) и продемонстрировали превосходство над TDDFT.
В 2004 Наиболее влиятельной разработкой Хэнди для DFT был функционал CAMB3LYP 2004 года, в соавторстве с Такеши Янаи и Дэвидом Тью . За 10 лет после публикации он уже цитировался более 2200 раз, что показывает значение этой работы.

## Награды и академии
В 1988 году Хэнди был избран членом Международной академии квантово-молекулярных исследований, сторонником создания которой был один из пионеров квантовой механики - Луи де Бройль. В 1991 году Хэнди стал секретарем академии, а Попл был ее президентом в течение этого периода. Академия собирается каждый год, обычно в Ментоне, Франция, и Хэнди брал уроки французского, чтобы иметь возможность общаться с местным мэром и другими высокопоставленными лицами.
Нобелевская премия по химии 1998 года была присуждена Кону «за разработку теории функционала плотности» и Поплу «за разработку методов вычисления в квантовой химии». Попл упомянул значительный вклад Хэнди в Нобелевской речи.
Хэнди заслуженно получил несколько крупных наград за вклад в квантовую химию:
- 1990 – избрание в Лондонское Королевское общество
- 1997 - медаль Шредингера[англ.]
- 2002 - медаль Леверхульма[англ.]
- 2003 - премия Бойса-Рахмана
- 2011 - премия теоретической химии Американского химического общества

После его отставки в 2004 году в Кембридже была организована конференция в его честь; в ней приняли участие более 300 специалистов по квантовой химии. Конференция получила название «Небессмысленный путь к прогрессу», что точно отражало научный путь Хэнди. Помимо конференции, была опубликована книга, включающая его основные труды и комментарии к ним от него самого и других экспертов .

## Научное наследие
Когда Хэнди начал свою исследовательскую карьеру в 1960-х годах, влияние квантовой механики на химию было в основном наглядным, а надежные количественные расчеты для молекул были редки. Хэнди сыграл одну из центральных ролей в том, чтобы сделать вычислительные методы строгой квантовой химии в целом полезными и применимыми для химиков. В настоящее время, примерно через 50 лет, расчеты проводятся регулярно и достоверно, чтобы подтвердить или предсказать структуры и свойства молекул, содержащих много атомов.
По состоянию на июль 2015 года работы Хэнди получили более 28000 ссылок с индексом h (Hirsh 2005), равным 84. В 2014 году был организован крупный симпозиум в его памяти Американским химическим обществом в Сан-Франциско.